# Анкудинов, Александр Григорьевич
Александр Григорьевич Анкудинов (род. 9 ноября 1956, Игра, Удмуртская АССР) — советский и российский актёр и режиссёр кукольного театра, заслуженный артист Российской Федерации (1999).

## Биография
Родился 9 ноября 1956 года в посёлке Игра, административном центре Игринского района Удмуртской АССР РСФСР СССР (ныне посёлок городского типа, районный центр Удмуртской Республики Российской Федерации).
В 1982 году окончил Свердловское театральное училище по специальности «артист театра кукол». Поступил на работу в Магнитогорский театр куклы и актёра «Буратино», ведущим актёром которого является в настоящее время.
На сцене сыграл свыше 90 ролей в детских спектаклях, пародийной комедии для взрослых и в спектаклях классического репертуара. Является также режиссёром-постановщиком нескольких детских спектаклей. Поставленный им в 2006 году спектакль «Муха-Цокотуха» стал лауреатом трёх крупных театральных фестивалей. В 1996—2001 годах Александр Григорьевич преподавал актёрское мастерство на отделении «Актёр театра кукол» Магнитогорской государственной консерватории имени М. И. Глинки.
Актёрские работы А. Г. Анкудинова отмечены несколькими театральными наградами, среди которых специальный приз критики «За лучшую мужскую роль» 1-го международного театрального фестиваля «Югорская весна» (Сургут, 1997) за роль Лопухина в спектакле «Вишневый сад», приз за лучшую мужскую роль второго плана (Питон Пит) областного фестиваля «Сцена-2003» в спектакле по пьесе Д. Тойчева «Тайна острова Баррамапутту».
С 2003 года в свободное от театра время Александр Анкудинов работает судьей-информатором в хоккейном клубе «Металлург». Его фирменный баритон звучит на каждом матче.
В 2014 году Александр Анкудинов по итогам кастинга проекта «Озвучивание зимних Олимпийских игр — 2014» был выбран официальным голосом фигурного катания на XXII зимних Олимпийских играх в г. Сочи.